# Beverly Park Tower 1
Le Beverly Park Tower 1 est un gratte-ciel de 129 mètres de hauteur construit en 1996 à Surabaya en Indonésie. 
Il abrite des logements sur 32 étages
À son achèvement c'était le plus haut gratte-ciel de Surabaya.
Il devait être accompagnée d'un deuxième gratte-ciel de même hauteur et de même nombre d'étages, le Beverly Park Tower 2, dont la construction a été annulée.